# Take Off Your Pants and Jacket
Take Off Your Pants and Jacket je četvrti studijski album američkog punk sastava Blink-182, objavljen 12. lipnja 2001.
Singlovi s albuma su "The Rock Show", "First Date" i "Stay Together for the Kids". Album je postigao veliki uspjeh, te se nalazio na prvom mjestu top liste Billboard 200. U prvom tjednu prodano je čak 350,000 primjeraka, a sveukupno 4,5 milijuna diljem svijeta. 

## Popis pjesama
Sve pjesme su napisali i skladali Mark Hoppus, Tom DeLonge i Travis Barker. 
| 1.    | »Anthem Part Two«            | DeLonge         | 3:48 |
| 2.    | »Online Songs«               | Hoppus          | 2:25 |
| 3.    | »First Date«                 | DeLonge         | 2:51 |
| 4.    | »Happy Holidays You Bastard« | Hoppus          | 0:42 |
| 5.    | »Story of a Lonely Guy«      | DeLonge         | 3:39 |
| 6.    | »The Rock Show«              | Hoppus          | 2:51 |
| 7.    | »Stay Together for the Kids« | Hoppus, DeLonge | 3:59 |
| 8.    | »Roller Coaster«             | Hoppus          | 2:47 |
| 9.    | »Reckless Abandon«           | DeLonge         | 3:06 |
| 10.   | »Everytime I Look for You«   | Hoppus          | 3:05 |
| 11.   | »Give Me One Good Reason«    | DeLonge         | 3:18 |
| 12.   | »Shut Up«                    | Hoppus          | 3:20 |
| 13.   | »Please Take Me Home«        | DeLonge         | 3:05 |
| 46:38 |                              |                 |      |

## Osoblje
Blink-182
- Mark Hoppus - bas-gitara, vokali
- Tom DeLonge - gitara, vokali
- Travis Barker - bubnjevi

Dodatni glazbenici
- Roger Joseph Manning Jr. — klavijature

## Pozicije na top listama

### Album
| Godina | Top lista             | Pozicija |
| ------ | --------------------- | -------- |
| 2001.  | The Billboard Top 200 | 1        |
| 2001.  | Top Internet Albums   | 1        |
| 2001.  | Top Canadian Albums   | 1        |

### Singlovi
| Godina | Singl                        | Top lista          | Pozicija |
| ------ | ---------------------------- | ------------------ | -------- |
| 2001.  | "The Rock Show"              | Billboard Hot 100  | 71       |
| 2001.  | "The Rock Show"              | Modern Rock Tracks | 2        |
| 2001.  | "The Rock Show"              | Top 40 Mainstream  | 33       |
| 2001.  | "First Date"                 | Modern Rock Tracks | 6        |
| 2002.  | "Stay Together for the Kids" | Modern Rock Tracks | 7        |
| 2002.  | "Anthem Part Two"            | Modern Rock Tracks | 9        |